# Cheryl Haworth
Pour les articles homonymes, voir Haworth.
Cheryl Ann Haworth, née le 19 avril 1983 à Savannah (Géorgie, États-Unis), est une ancienne haltérophile américaine. Elle est médaillée de bronze aux Jeux de 2000. Elle est souvent surnommée « la femme la plus forte des États-Unis ».

## Carrière
Elle possède un diplôme de la Savannah Art Academy obtenu en 2001, puis un en préservation historique du Savannah College of Art and Design obtenu en 2006.
Cheryl Haworth est née à Savannah en avril 1983 de Sheila, infirmière, et Robert Haworth, un homme d'affaires. Enfant, elle est régulièrement malade ayant des allergies, des infections aux oreilles, des bronchites et des pneumonies jusqu'à l'ablation de ses tonsilles et de ses tonsilles pharyngiennes.
En 1998, elle remporte son premier titre national qui lui permet de se qualifier aux championnats du monde mais elle est trop jeune pour concourir. L'année suivante, elle remporte l'or aux Jeux panaméricains, l'argent aux championnats du monde juniors et une 4e aux championnats du monde. Elle remporte ensuite le titre mondial juniors en 2001 et 2002 mais ne réussit pas à le conserver en 2003, lorsqu'elle se déchire les ligaments de son épaule gauche en essayant de battre le record des États-Unis.
Aux Jeux olympiques d'été de 2000, Haworth bat plusieurs records des États-Unis pour remporter la médaille de bronze en -75 kg. Elle est alors âgée de seulement 17 ans et devient la plus jeune athlète médaillée olympique en haltérophilie.
Elle prend sa retraite en 2010, rencontre sa femme Kalen et s'installe à Hong Kong pendant trois ans avant de revenir aux États-Unis.
En 2020, elle détient toujours le record des États-Unis en arraché avec 128 kg, une barre soulevée lors des championnats nationaux 2003. Depuis sa retraite, elle est entraîneuse au Haworth Weightlifting Barbell Club qu'elle a fondé à Savannah.

## Palmarès

### Jeux olympiques
- Jeux olympiques d'été de 2000 à Sydney ( Australie) :
  -  médaille de bronze en +75 kg

### Championnats du monde
- Championnats du monde d'haltérophilie 2005 à Doha ( Qatar) :
  -  médaille de bronze en +75 kg

### Jeux panaméricains
- Jeux panaméricains de 1999 à Winnipeg ( Canada) :
  -  médaille d'or en +75 kg